# António Simões
António Simões Costa eller bare Simões (født 14. december 1943 i Corroios, Portugal) er en tidligere portugisisk fodboldspiller (kantspiller) og -træner.
Simões spillede 14 sæsoner hos Lissabon-storklubben Benfica. Her var han med til at vinde hele ti portugisiske mesteskaber og fem pokaltitler. Han var også med på holdet der vandt Mesterholdenes Europa Cup finale 1962. Her spillede han hele kampen i sejren over Real Madrid. Efter at have forladt Benfica havde han en lang karriere i USA, hvor han spillede for både udendørs og indendørs klubber.
Simões spillede, mellem 1962 og 1973, 46 kampe for Portugals landshold, hvori han scorede tre mål. Han var en del af det portugisiske hold, der vandt bronze ved VM i 1966 i England. Her spillede han samtlige holdets kampe i turneringen, inklusiv bronzekampen mod Sovjetunionen.

## Titler
Primeira Liga
- 1963, 1964, 1965, 1967, 1968, 1969, 1971, 1972, 1973 og 1975 med Benfica

Taça de Portugal
- 1962, 1964, 1969, 1970 og 1972 med Benfica

Mesterholdenes Europa Cup
- 1962 med SL Benfica